# Monumento al Indio Comahue
El Monumento al Indio Comahue es un monumento ubicado en Villa Regina, en la provincia argentina de Río Negro, en honor a los habitantes nativos de la región del Comahue. El monumento fue construido para la Feria Nacional Comahue inaugural en 1964.
Encargado por el organizador de la feria, fue diseñado por Miguel De Lisi y construido en dos meses por el herrero local, Aldo Cardozo. Actualmente utilizado como mirador por su vista panorámica, la estructura se considera un símbolo de la ciudad, y como tal, está representada en el escudo de armas.

## Historia
El monumento fue erigido para conmemorar a los habitantes nativos del Comahue. Fue construido por la primera Feria Nacional del Comahue, un evento de 45 días llevado a cabo en 1964 que tuvo como objetivo exponer el potencial económico de la región Comahue, así como también para conmemorar el 40 aniversario de la fundación de Villa Regina. Bartolo Pasin y Rogelio Chimenti, que organizaron la feria, propusieron la construcción al diseñador Miguel De Lisi, después de haber visto su trabajo en el Hotel Ciudad de Mar del Plata.

### Construcción

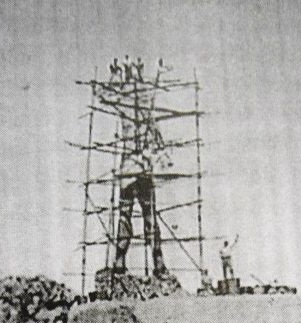
Construcción del Indio Comahue en 1964.

De Lisi envió las impresiones al equipo local de la construcción dirigido por Aldo Humberto Cardozo y Alberto Sartor. Inicialmente, estaba planeado que sería de 10 metros de alto, Cardozo re-escaló la estructura a 10.92 metros, luego de añadir también unos 2 metros de altura de base. El monumento representa a un nativo que sostiene una lanza mientras mira el horizonte.
A partir de julio de 1964, la estructura fue construida en hormigón armado, con un esqueleto de hierro compuesto por 100 mm de tuberías, reforzado con secciones radiales que fueron soldadas cada 50 centímetros, respectivamente. Más tarde, la figura se llenó de los pies a las caderas con ladrillo de cerámica y hormigón, y la mitad superior se terminó con una capa de hormigón armado. El monumento fue terminado en dos meses, con un peso estimado de 80 tonelades y 12.90 metros de altura. Quinientas bolsas de cemento, 2.500 kilogramos de hierro, 60 metros de acero, y 80 metros cúbicos de arena fueron utilizados durante la construcción.
Más tarde fue pintado por el habitante local Carlos Basabe Cerdá. El proceso fue difícil debido a los fuertes vientos que soplaron los tablones de madera de los andamios a una zanja cercana. Las tablas fueron posteriormente atadas por el equipo de construcción. Los pintores aplicaron primero una capa de imprimación y luego aceite de linaza, barniz y una última capa de purpurina de cobre. El monumento fue inaugurado durante la apertura de la Feria Nacional del Comahue, el 7 de septiembre de 1964. Gracias.

## El monumento y Villa Regina
La estructura se encuentra en la colina norte de la ciudad, la cual tiene una altura de 70 a 80 metros. La colina está en su mayoría rodeada de arbustos y se puede acceder a través de dos vías, que llegan al monumento. En la actualidad se utiliza como un mirador por su vista panorámica de la ciudad. Es también la ubicación de la línea de meta para el concurso anual de excursionismo, Trekking al Indio Comahue.
Considerado el símbolo de Villa Regina, el Indio Comahue está representado en el escudo de armas de la ciudad. También fue representado en el sello anterior de la Provincia de Río Negro, diseñado por el gobierno de la Revolución Argentina. Este último sello fue reemplazado en 2009 por el anterior, diseñado en 1966. La Feria Nacional del Comahue fue relanzada en 2004, y actualmente se celebra cada dos años.

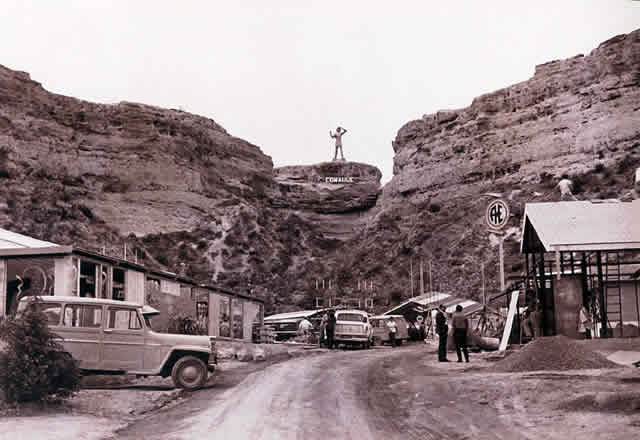
Vista del monumento finalizado desde la calle principal de Villa Regina, durante los preparativos de la Feria Nacional del Comahue, 1964

.